# Боль (фильм, 1987)
«Боль» (исп. Angustia) — триллер испанского режиссёра Бигаса Луны, снятый в постмодернистским стиле. Гран-при МКФ.

## Сюжет
В кинотеатре идёт показ фильма ужасов о постепенно теряющем зрение внушительных размеров «мальчике» маньяке-офтальмологе Джонни (Майкл Лернер), который под гипнотическим воздействием своей странной матери (Зельда Рубинштейн) убивает людей и вырезает им глазные яблоки. Фильм про «плохого мальчика» Джона и его сумасшедшую мамочку вместе со всеми в кинотеатре смотрят также и две подружки — Пэтти и Линда. В то время, как одна из девушек в полном восторге от кино и с удовольствием «внимает» экранному насилию, её подруга испытывает иные чувства: ей плохо, у неё начинаются параноидальные страхи и слуховые галлюцинации, вызванные гипнотической составляющей фильма. Фильм подействовал не только на неё, но и на самого настоящего маньяка-убийцу (Анхель Хове). Для него этот фильм становится источником вдохновения, и с определённого момента он начинает действовать в соответствии с указаниями «мамочки» с экрана: расстреляв персонал кинотеатра, принимается за запертых им в кинотеатре ничего не подозревающих зрителей.

## В ролях
| Актёр/Актриса        | Персонаж             |
| -------------------- | -------------------- |
| Зельда Рубинштейн    | Алиса Прессман, Мать |
| Майкл Лернер         | Джон Прессман        |
| Талия Пол            | Пэтти                |
| Анхель Хове          | Убийца               |
| Клара Пастор         | Линда                |
| Исабель Гарсия Лорка | Каролина             |
| Нат Бэйкер           | Доктор учитель       |
| Эдвард Ледден        | Доктор               |
| Густаво Хили         | Студент № 1          |
| Антонио Регеиро      | Студент № 2          |
| Хоакин Рибас         | Студент № 3          |
| Джанет Портер        | Сестра в лаборатории |
| Патрисия Манхет      | Сестра в клинике № 1 |
| Мерче Гаскон         | Сестра в клинике № 2 |
| Хосе М. Чукарро      | Парень Каролины      |
| Антонелья Мурхия     | Билетёрша            |
| Хосефина Борчак      | Буфетчица            |
| Хорхе Пинклей        | Лаура                |
| Франческо Рабела     | Дон                  |
| Диана Пинклей        | Продавщица попкорна  |
| Бенито Почино        | Продавец попкорна    |
| Виктор Гильен        | Слипи                |